# フィリップス (ウィスコンシン州)
フィリップス（英: Phillips）は、アメリカ合衆国ウィスコンシン州北部の都市。プライス郡の郡庁所在地である。人口は1,336人（2019年推計）。

## 歴史
フィリップスは1876年に成立、地名はウィスコンシン中央鉄道のゼネラルマネージャーであったエリヤ・B・フィリップスにちなむ。フィリップスは「伐採の町」として始まった。
1894年、暑く乾燥した夏の中で壊滅的な火災が発生し南西から広がり、町を破壊する事態となった。住民は避難したものの、13人が炎の中で死亡した。その後の年に町は再構築・発展され、災害の記念碑がデュロイ湖のほとりに作られ、現在も残っている。

## 地理
フィリップスは北緯45度41分30秒 西経90度24分7秒 / 北緯45.69167度 西経90.40194度（45.691560, -90.401915）に位置する。高速道路SR13があり、マーシュフィールドの北77マイル、アシュランドの南74マイルにある。
アメリカ合衆国国勢調査局によれば面積は3.51平方マイル（9.09 km2）でこの内陸地は2.79平方マイル（7.23 km2）、水地は0.72平方マイル（1.86 km2）。

## 政治
フィリップスはプライス郡の郡庁所在地で、現在の市長はチャールズ・ピーターソンである。

## 交通
フィリップスにはプライス郡空港（KPBH）があり、市の北西1マイルに位置する。2018年には空港は年間約10050件の業務を処理し、約84%が一般航空、15%がエアタクシー、1%が軍事という内訳であった。空港には、承認されたGPSを備えた5220フィートのアスファルト滑走路（滑走路1-19）と、同じくGPSを備えた3951フィートのアスファルト横風用滑走路（滑走路6-24）がある。
バスのサービスはベイエリア農村交通が提供している。

## 著名な出身者
- アドルフ・ビーバーシュタイン（英語版） - NFLプレーヤー
- フランク・ボイル（英語版） - ウィスコンシン州下院議員
- エスター・バブリー（英語版） - 写真家
- クレイトン・ヒックス（英語版） - ウィスコンシン州上院議員
- ウィリス・フトニク（英語版） - ウィスコンシン州下院議員
- フェリックス・A・クレーマー（英語版） - ウィスコンシン州下院議員
- ネイサン・E・レーン（英語版） - ウィスコンシン州下院議員
- チャック・メンセル（英語版） - NBA選手、1955年ビッグ・テン・カンファレンスMVP
- ジョン・W・スラビー（英語版） - ウィスコンシン州下院議員
- ヴィンセント・J・ゼリンジャー（英語版） - ウィスコンシン州下院議員

## 歴史ある場所
- リディツェ記念碑

- フィリップス高校 (ウィスコンシン州フィリップス)

## アルバム

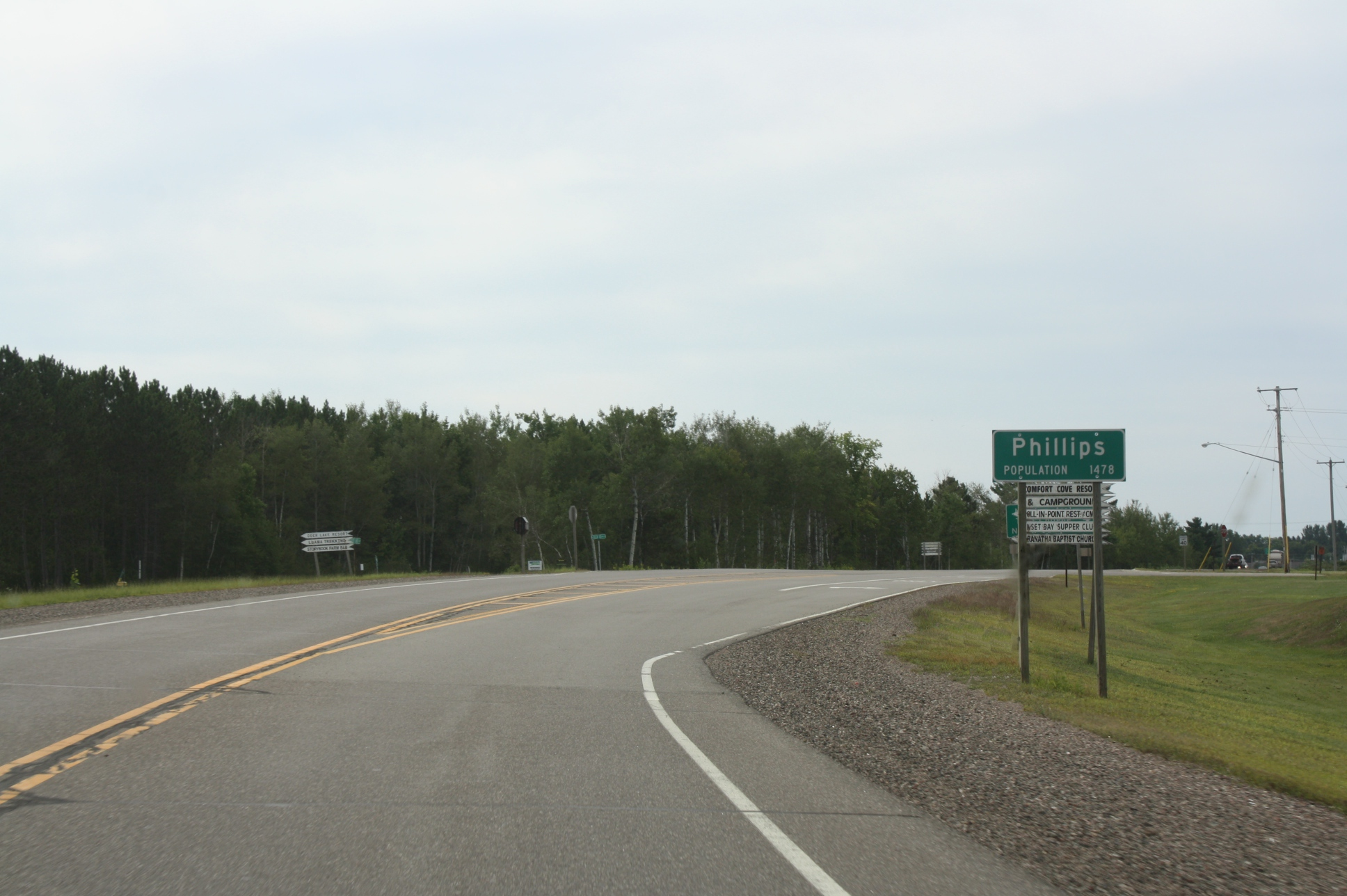
WIS13の標識
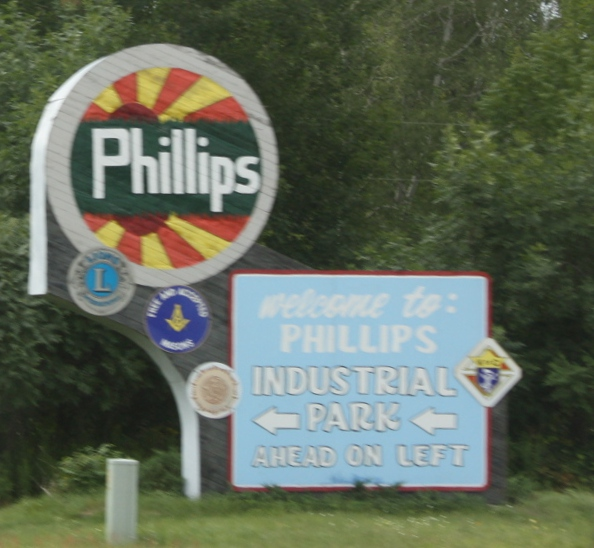
歓迎の看板
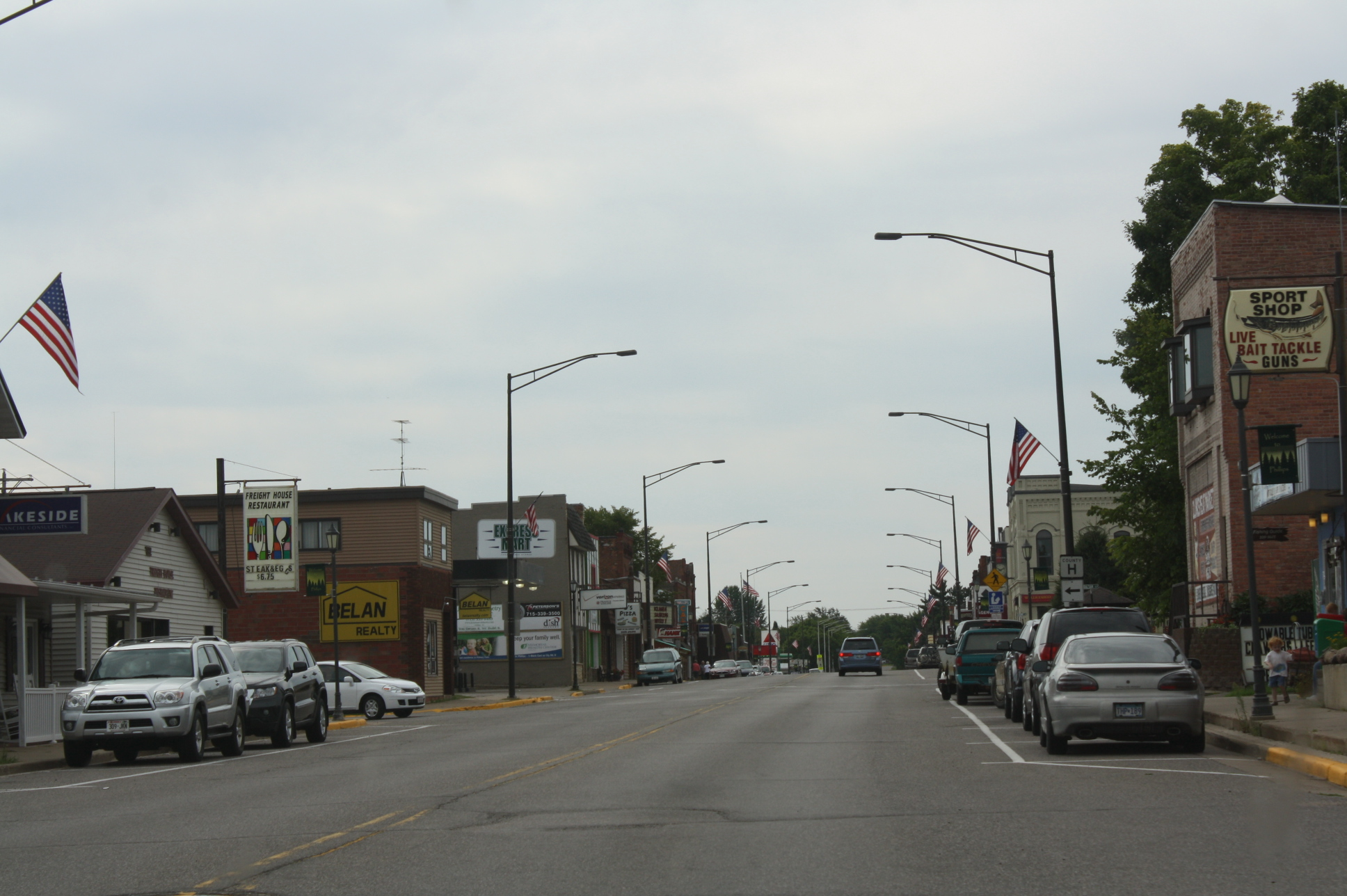
WIS13中心街